# I. Q. – A szerelem relatív
Az I. Q. – A szerelem relatív (eredeti cím: I.Q.) 1994-ben bemutatott amerikai romantikus filmvígjáték, melyet Fred Schepisi rendezett. A főbb szerepekben Tim Robbins, Meg Ryan és Walter Matthau látható.

## Cselekmény
A kedves és jóképű autószerelő, Ed Walters (Tim Robbins) összetalálkozik a szép és okos princetonos matematikus-jelölt Catherine Boyddal (Meg Ryan). A lány merev és aggodalmaskodó vőlegényével, James Morelanddel (Stephen Fry) Ed műhelyébe viszi a lány elromlott autóját. Catherine műhelyben felejtett óráját Ed hazaviszi a lánynak, ahol szembe találja magát Catherine bácsikájával, Albert Einsteinnel (Walter Matthau). Albert, a kedves és humoros zseni idős, ám pajkos barátaival (Nathan (Joseph Maher), Kurt (Lou Jacobi), Boris (Gene Saks) együtt felismeri, hogy Ed jobb társ lenne Catherine-nek, mint vőlegénye. Ennek érdekében megpróbálják Edet okosabbnak feltüntetni, és elhitetni a lánnyal, hogy a fiú egy zseni. Eközben pedig próbálják meggyőzni Catherine-t, hogy az életben nem csak az ész számít, hanem a szív is. A lány végül rájön a cselre, és az átverés miatt érzett ellenére szerelmes lesz Edbe.

## Szereplők
| Színész         | Szerep                     | Magyar hang       |
| --------------- | -------------------------- | ----------------- |
| Tim Robbins     | Ed Walters                 | Hirtling István   |
| Meg Ryan        | Catherine Boyd             | Kiss Erika        |
| Walter Matthau  | Albert Einstein            | Velenczey István  |
| Lou Jacobi      | Kurt Gödel                 | Szabó Ottó        |
| Gene Saks       | Boris Podolsky             | Dobránszky Zoltán |
| Joseph Maher    | Nathan Liebknecht          | Makay Sándor      |
| Stephen Fry     | James Moreland             | Kerekes József    |
| Tony Shalhoub   | Bob Rosetti                | Jakab Csaba       |
| Frank Whaley    | Frank                      | Bor Zoltán        |
| Charles Durning | Louis Bamberger            | Gruber Hugó       |
| Keene Curtis    | Eisenhower                 | Elekes Pál        |
| Alice Playten   | Gretchen                   |                   |
| Greg Germann    | Bill Riley, Times riporter | Fazekas István    |

## Fogadtatás

### Bevételi adatok
A film Észak-Amerikában az első hétvégéjén 11. helyezettként nyitott 3,1 millió dolláros bevétellel, összbevétele 26,3 millió dollár lett.

### Kritikai visszhang
A Variety kritikája szerint Tim Robbins olyan szerethető és karizmatikus karaktert kapott, mellyel sokak elismerését vívta ki. Roger Ebert a Chicago Sun-Times cikkében Meg Ryant dicséri az alakításért, ahogyan eljátszotta a makacs Catherine szerepét, aki nem hagyja magát irányítani. A The Washington Post kritikusa szerint „ahogy együtt játszanak, olyan, mintha egymásnak teremtették volna őket.”